# Ernst Woltje
Ernst Robert Eduard Woltje (* 9. August 1898 in Bant; † 22. Juli 1965 in Hannover) war ein deutscher Jurist und Politiker (DP).

## Leben
Ernst Woltje absolvierte ein Studium der Rechtswissenschaften und wurde 1924 an der Georg-August-Universität Göttingen zum Doktor der Rechte promoviert (Dissertation: Die Bauzinsen, ihre Stellung im deutschen Aktienrecht und ihre Behandlung in der ausländischen Gesetzgebung).
1925 gründete er eine Rechtsanwaltskanzlei, die noch heute in Nordenham besteht. 1934 wurde seine Zulassung als Rechtsanwalt zurückgenommen. Er war danach Geschäftsführer eines Industrieunternehmens. Ab August 1939 leistete er Wehrdienst. Vom 1. November 1941 bis zur Räumung des Gebiets durch die deutschen Truppen war er im Distrikt Radom als Angestellter des Generalgouvernements tätig. Nach 1945 blieben seine Bemühungen erfolglos, wieder als Rechtsanwalt zugelassen zu werden.
Woltje war vom 30. Mai 1953, als er für den ausgeschiedenen Abgeordneten Hans Mühlenfeld nachrückte, bis zum Ende der Wahlperiode 1953 Mitglied des ersten Deutschen Bundestages. Er rückte für die Deutsche Partei (DP) über die Landesliste Niedersachsen nach.
Ernst Woltje war verheiratet.